# 重載船

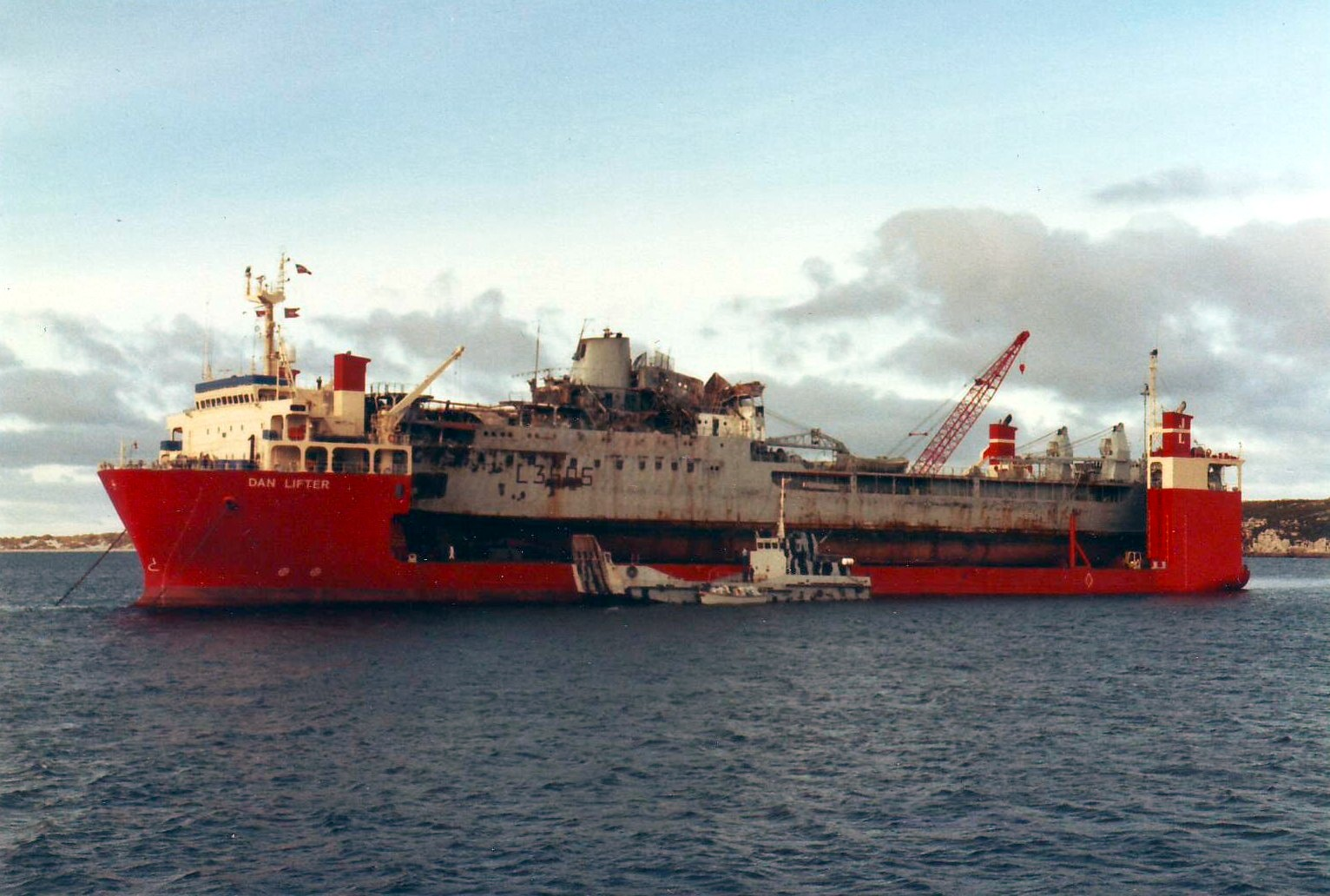
1984年「舉重號」（MV Dan Lifter）运载在马岛战争中战损的英国皇家海军皇家輔助艦隊特里斯特拉姆爵士号登陆舰返回英国本土。

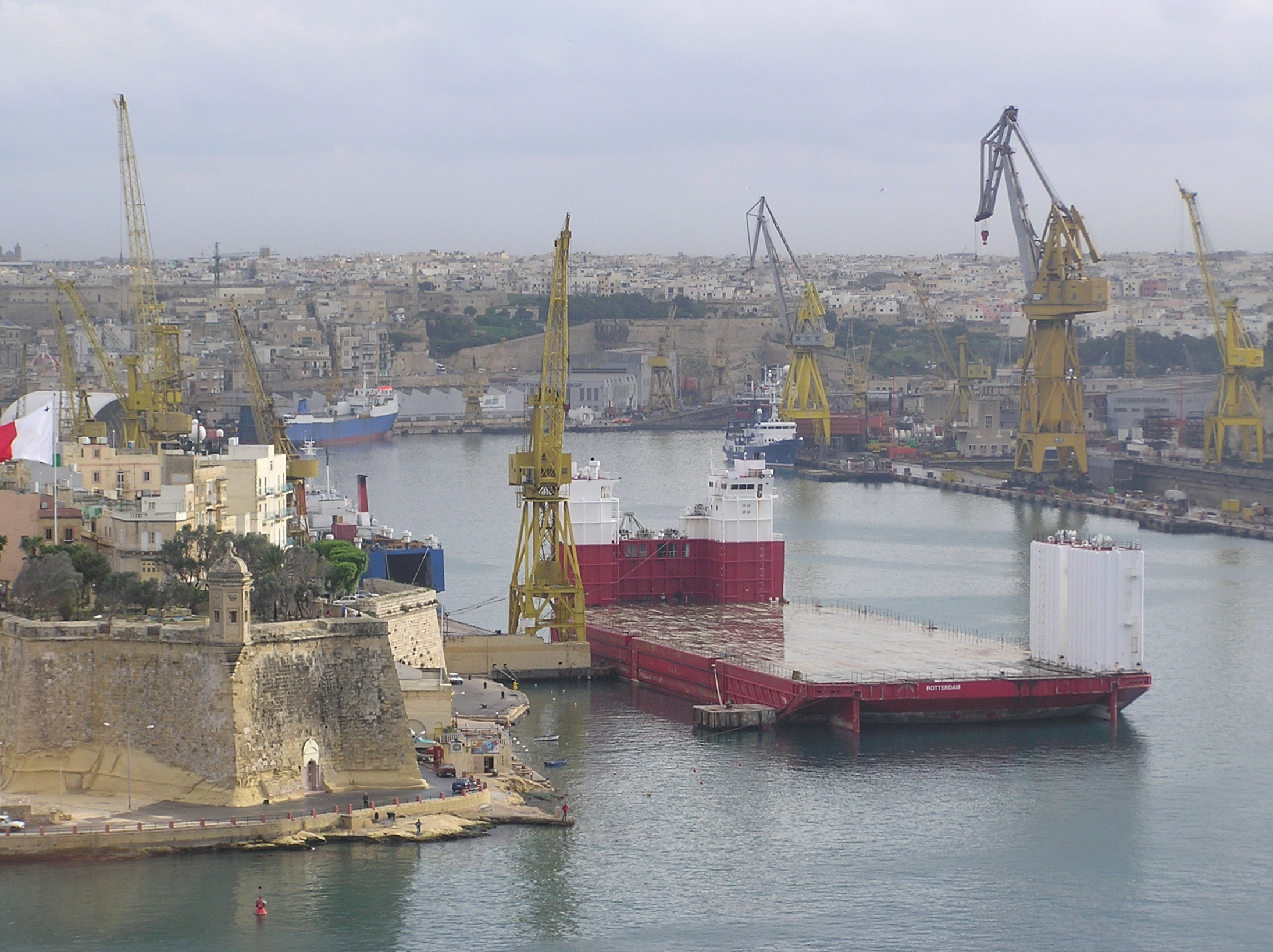
在马耳他瓦莱塔港內的一艘空载的大件运输船。

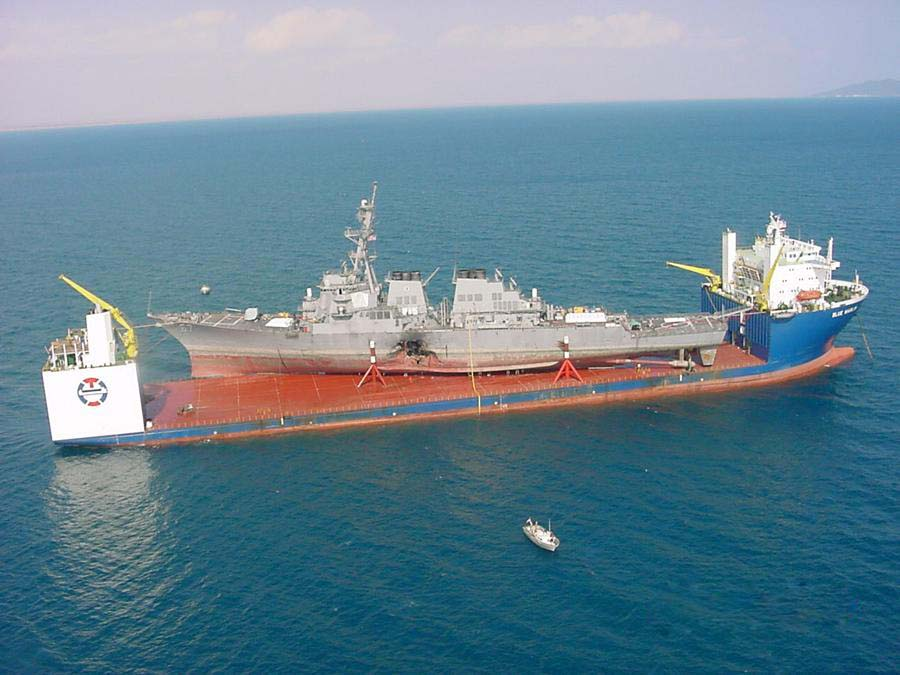
2001年，蓝色马林鱼号运载因在亚丁灣內遭自殺炸彈小艇襲擊而受損的美国海军驅逐艦科爾號（USS Cole DDG-67）返回美國本土。

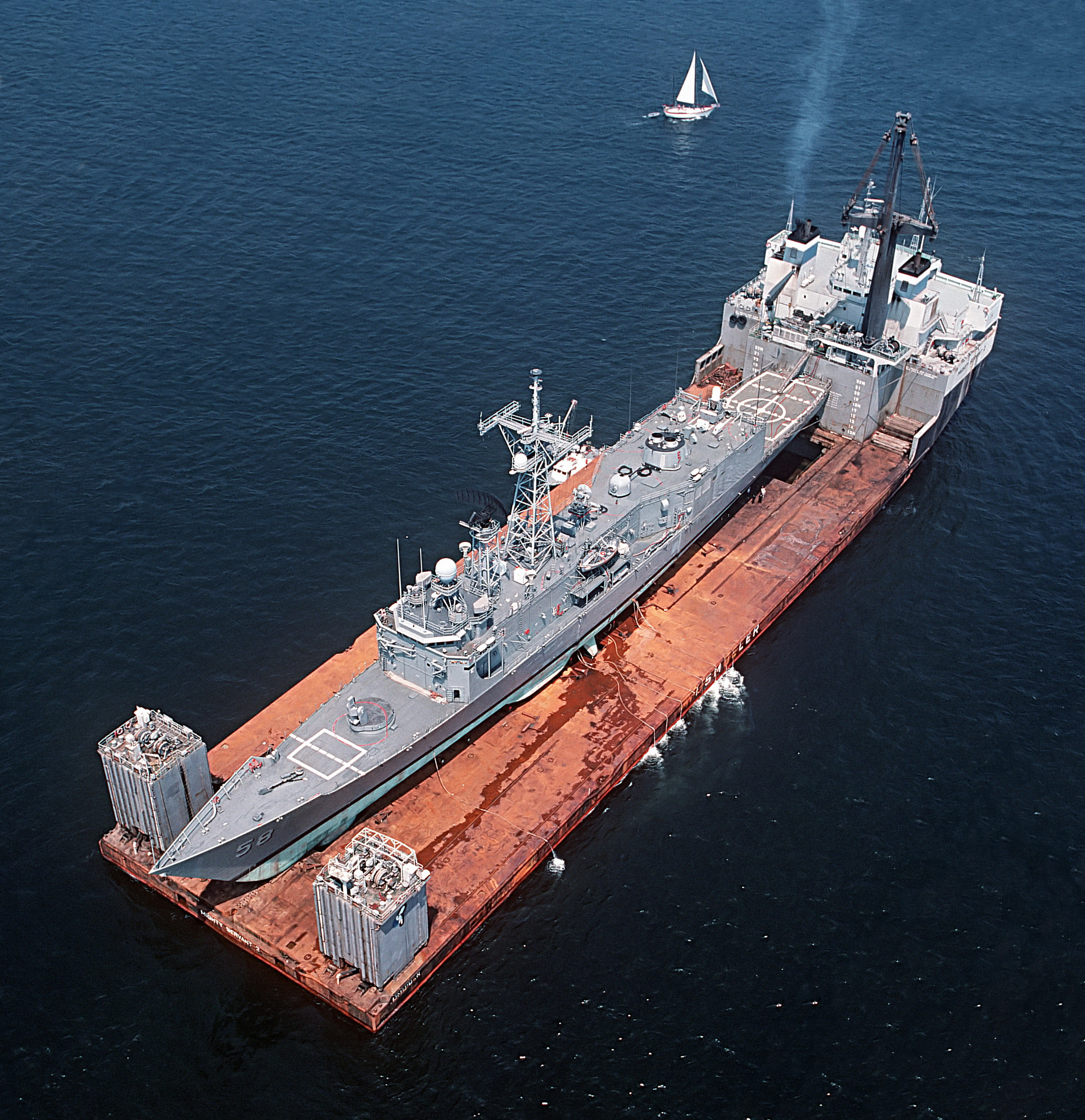
1988年，Mighty Servant 2大件运输船运载在波斯湾触雷的美国海军山謬·羅勃茲號巡防艦从迪拜返回美国罗德岛州紐波特的船厂，运费130萬美元。

重载船（Heavy-lift ship）也称大件运输船，是专门用于运输不可分解、特别巨大、正常船舶无法承运的载荷，而特別打造的特殊用途貨船。這類船隻又可分为两类：半潜船（semi-submersible ship）可以把作为载荷的船隻或水面漂浮構造物驮载出海并运输至目的地；與自備有大型卸载设备，可以在缺乏吊車之類卸載设备的港口作业的重吊船（heavy project vessel）。
一般说来，单件50噸以上，或长、宽、高超过30公尺的货物称为重大件货物。而单件超过1000噸，或长、宽、高超过100公尺的货物称为「特重大件货物」。这类特重大件的运输没有标准的做法，需要设计专门的运输方案，雖然運輸時风险高，但承运人也有機會獲得丰厚的利润。
大件运输必须精确计算配载位置，把载荷重量准确分布到船体相应部位。因此業主有大件运输物品需要運送時，必须提前数月甚至一年订舱位、做计划、签合同，使承运人预先做好装卸、绑扎、运输方案的規劃。

## 重吊船
1920年代，位于不莱梅的德国汉萨蒸汽船公司（DDG Hansa）為了將铁路机车整車運送到英属印度的需求，建造了世界上第一艘大件运输船利希滕費爾斯號（SS Lichtenfels），载重量10,500吨，配備有120吨甲板吊車。1978年，该公司改装了一艘散货船为大件运输船「特里費爾斯號」（Trifels），在該船上裝設了2部320吨的甲板吊車。  
现在的重吊船至少具有350吨甲板吊車，有的起重能力达1000吨，两台重吊联合作业可达2000吨以上。具有特大货舱，舱口开敞。起吊作业时必须精确计算船舶重心，准确调整底仓与舷侧压载水，否则极易倾覆翻沉。

## 半潜船
1983年，荷兰Wijsmuller公司制造了世界上第一艘自航式半潜大件运输船“super servant 1”，长139米，载重14 310吨，最大吃水15米，甲板上吃水6.5米。
传统的拖轮对漂浮在水面的物体拖带，称之为「湿拖」，航速为6-7节。半潜船运输方式称之为「乾拖」，因为被运输的物体被半潜船抬离了水面，航速为13至14节，且更为安全。
半潜船的前部为船员舱与驾驶舱。后部为动力舱。二者之间为又长、又宽、低矮的主甲板。半潜船通过在压载水舱加水来下潜，使主甲板潜没水下以「浮装」（float-on）大型货物。同样地，半潜船「浮卸」（float-off）货物。半潜船宽度大，载货后重心高，稳定性差，一旦发生碰撞极易快速翻沉，因此需要对稳性与强度准确计算。
蓝马林鱼号重载船载重量达76,061吨，曾是世界上最大的大件运输船。2016年12月8日，载重10万吨级的“新光华”号交付使用，为中国最大、全球第二大半潜船。

## 公司
世界上主要有四家公司经营半潜船业务，市場处于寡占状态，這四家公司分別為中远航运、荷兰的道克维斯（Dockwise，1993年由威廉慕勒運輸（Wijsmuller Transport）与道克快捷運輸（Dock Express Shipping）合并而成）、挪威的海洋重載（Ocean Heavylift, OHT）和荷兰費爾斯塔重運（Fairstar Heavy Transport NV，已在2012年時被道克懷斯完全收購）。此外，上海振华船运与中海油有自己的半潜船队。
Jumbo、Biglift（2001年改称Mammoet Shipping）、德国的Beluga、中远航运为世界主要重吊船航运公司。

## 注解
1. ↑  如1999年11月在印尼新及岛翻沉的Mighty Servant 2（英语：Mighty Servant 2）
2. ↑   註: